# Galumna capensis
Galumna capensis är en kvalsterart som beskrevs av Engelbrecht 1969. Galumna capensis ingår i släktet Galumna och familjen Galumnidae.

## Underarter
Arten delas in i följande underarter:
- G. c. capensis
- G. c. dissimilis